# A Beautiful Mind (série de televisão)
A Beautiful Mind (hangul: 뷰티풀 마인드; rr: Beutipul maindeu; lit. Beautiful Mind) é uma série de televisão sul-coreana exibida pela KBS2 de 20 de junho a 2 de agosto de 2016, com um total de catorze episódios. É estrelada por Jang Hyuk, Park So-dam, Yoon Hyun-min e Park Se-Young. Seu enredo que refere-se a um médico incapaz de sentir simpatia pelos seus pacientes, obteve uma recepção morna, levando o número total de episódios ser reduzido para catorze, dos dezesseis planejados, devido a baixa audiência.

## Enredo
Inspirado em Frankenstein, romance gótico de Mary Shelley, A Beautiful Mind conta a história do neurocirurgião de renome Lee Young-Oh (Jang Hyuk), que apesar de ser um excelente profissional, não possui a capacidade de ter simpatia pelos seus pacientes, devido ao transtorno de personalidade antissocial. A policial de trânsito Gye Jin-sung (Park So-dam), se vê as voltas com um assassinato disfarçado de acidente de trânsito e leva a vítima ao Hospital Hyunsung, porém passa a desconfiar de Young-Oh, além disso, ele se envolve com as misteriosas mortes no hospital em que trabalha.

## Elenco

### Principal
- Jang Hyuk como Lee Young-oh

Um professor assistente de 36 anos no departamento de neurologia do Hospital Hyunsung. Ele é um neurocirurgião gênio, incapaz de sentir empatia. Young-oh é ousado e possui impecáveis habilidades observacionais, dedutivas e lógicas que ele usa para fazer um diagnóstico rápido. Ele cria a ilusão de uma empatia que não consegue ter através da leitura de minúsculos sinais fisiológicos.
- Park So-dam como Gye Jin-sung[2]

Policial de trânsito de 26 anos, que mantém firmemente seus princípios. Ela é honesta, direta e segue regras.
- Yoon Hyun-min como Hyun Suk-joo [3]

Cirurgião cardio-torácico de 36 anos, popular entre os pacientes e altamente confiável por seus colegas.
- Park Se-Young como Kim Min-jae[4]

Pesquisadora de 34 anos do departamento de neurologia do Hospital Hyunsung. Ela se formou em uma universidade do interior e veio de uma situação desfavorecida. Ela é uma pessoa que possui inteligência e aparência.
- Heo Joon-ho como Lee Gun-myung

Chefe do centro cardio cerebrovascular do Hospital Hyunsung de 58 anos. Ele é imparcial e trata todos os pacientes da mesma forma.

### De apoio
- Kim Jong-Soo como Shin Dong-jae – diretor do Hospital Hyunsung.
- Oh Jung-se como Kang Hyun-joon – diretor da fundação do Hospital Hyunsung.
- Ryu Seung-soo como Kim Myung-soo
- Gong Hyung-jin como No Seung-chan
- Min Sung-wook como So Ji-yong
- Lee Jae-ryong como Chae Soon-ho
- Shim Yi-young como Kim Yoon-kyung
- Ha Jae-sook como Jang Moon-kyung
- Kim Do-hyun como Kwon Duk-joong
- Jeon Sung-woo como Hong Kyung-soo
- Mori.U como Lee Hye-joo
- Jung Moon-sung como Hwang Jeong-hwan
- Jo Jae-wan como Oh Kyung-jin - médico do departamento de neurocirurgia.
- Jang Ki-yong como Nam Ho-young
- Lee Sung-wook como Yoo Jang-bae – médico do departamento de neurologia.
- Jung Hee-tae como Park Soo-bum  – policial de trânsito.
- Lee Si-won como Lee Si-hyun
- Yeon Je-wook como Song Ki-ho
- Woo Jung-gook como Lee Kwang-bok
- Baek Seung-hwan como adolescente Lee Young-oh.
- Park Ha-joon como a criança Lee Young-oh.
- Son Jong-hak como Oh Young-bae – presidente da Green Pharmacy, ex-médico do Centro Médico Hyunsung.
- Jang Hyuk-Jin como Kim Soo-in – repórter.
- Park Sun-chun como mãe de Gye Jin-sung.
- Jo Byung-gyu como irmão de Gye Jin-sung.
- Kim Beo-rae como Kang Il-do – pai de Kang Hyun-joon.
- Yang Hee-myung como detetive Chun.
- Kim Hyun-sook como secretária.

### Participações especiais
- Lee Dong-kyu como Kang Chul-min – vítima de acidente de trânsito (Ep. 1).
- Bang Dae-han como Dong-joon – filho surdo de Kang Chul-min (Ep. 1).
- Ryu Tae-ho como médico legista (Ep. 1).
- Seo Jun-young como Lee Sang-joon – paciente (ep. 2 e 9).
- Heo Joon-suk como Hong Il-bum – pai de paciente (Ep. 3).
- Park Eun-hye como Shim Eun-ha – patologista (ep. 3-5).
- Baek Ji-won como esposa do paciente com glioblastoma (Ep. 6).
- Kang Eui-sik como médico de clínica rural (Ep. 7).
- Kim Da-ye como paciente para transplante de coração (Ep. 7).
- Lee Jae-wook como paciente que se recusou a admitir beber álcool após a cirurgia (Ep. 9).
- Hwang Tae-kwang como Choi Sang-hyuk – âncora de televisão (Ep. 10).
- Lee Do-hyun como Choi Yo-sub – filho de Choi Sang-hyuk (Ep. 10).
- Lee Jae-woo como Jo Yoon-ho – paciente com sarcoma de Ewing na coluna (Ep. 12-13).
- Seo Yoon-ah como esposa de Jo Yoon-ho (Ep. 12-13).
- Won Ki-joon como Yum Kyun-ho – violoncelista com tumor (Ep. 14).

## Trilha sonora
1. "Dirt (먼지)"	- Bernard Park
2. "I'll Hold You (안아줄께)" - Nu Ri

## Recepção
Na tabela abaixo, os números azuis representam as audiências mais baixas e os números vermelhos representam as audiências mais elevadas.
| Episódio | Data de transmissão original | Audiência média | Audiência média |
| Episódio | Data de transmissão original | TNmS            | AGB Nielsen     |
| Episódio | Data de transmissão original | Em todo o país  | Em todo o país  |
| -------- | ---------------------------- | --------------- | --------------- |
| 1        | 20 de junho de 2016          | 4.5%            | 4.1%            |
| 2        | 21 de junho de 2016          | 4.3%            | 4.5%            |
| 3        | 27 de junho de 2016          | 4.8%            | 4.7%            |
| 4        | 28 de junho de 2016          | 4.0%            | 4.5%            |
| 5        | 4 de julho de 2016           | 4.1%            | 3.5%            |
| 6        | 5 de julho de 2016           | 4.0%            | 4.0%            |
| 7        | 11 de julho de 2016          | 3.7%            | 3.5%            |
| 8        | 12 de julho de 2016          | 3.5%            | 4.3%            |
| 9        | 18 de julho de 2016          | 3.8%            | 4.4%            |
| 10       | 19 de julho de 2016          | 4.0%            | 3.9%            |
| 11       | 25 de julho de 2016          | 3.2%            | 3.4%            |
| 12       | 26 de julho de 2016          | 3.7%            | 3.9%            |
| 13       | 1 de agosto de 2016          | 2.0%            | 2.8%            |
| 14       | 2 de agosto de 2016          | 2.6%            | 3.2%            |
| Média    | Média                        | 3.7%            | 3.9%            |

## Prêmios e indicações
| Ano  | Prêmio             | Categoria                                | Beneficiário    | Resultado |
| ---- | ------------------ | ---------------------------------------- | --------------- | --------- |
| 2016 | Korea Drama Awards | Melhor Roteiro                           | Kim Tae-hee     | Indicado  |
| 2016 | KBS Drama Awards   | Prêmio de Excelência, Ator em Minissérie | Jang Hyuk       | Indicado  |
| 2016 | KBS Drama Awards   | Melhor Atriz Revelação                   | Park So-dam     | Indicado  |
| 2016 | KBS Drama Awards   | Melhor Ator Jovem                        | Baek Seung-hwan | Indicado  |